# Чемпионат Габона по шоссейному велоспорту
Чемпионат Габона по шоссейному велоспорту — национальный чемпионат Габона по шоссейному велоспорту, проводимый Федерацией велоспорта Габона с 2010 года. За победу в дисциплинах присуждается майка в цветах национального флага (на илл.).

## Призёры

### Мужчины. Групповая гонка.
| Год  | Победитель        | Второй               | Третий            |
| ---- | ----------------- | -------------------- | ----------------- |
| 2010 | Арно Онцасси      | Фредерик Обианг      | Ангел Нзаци Кумба |
| 2012 | Фредерик Обианг   | Гислен Ндонг         | Ангел Нзаци Кумба |
| 2013 | Седрик Чута       | Жоффруа Нгандамба    | Фредерик Обианг   |
| 2014 | Жоффруа Нгандамба | Гленн Морван Муленги | Дайанга Сиссе     |
| 2015 | Лерис Мукагни     | Седрик Чута          | Шарль Ангуиле     |
| 2016 | Жоффруа Нгандамба | Гленн Морван Муленги | Эфрем Экобена     |

### Мужчины. Индивидуальная гонка.
| Год  | Победитель           | Второй               | Третий             |
| ---- | -------------------- | -------------------- | ------------------ |
| 2010 | Арно Онцасси         | Лерис Мукагни        | Гислен Ндонг       |
| 2012 | Фредерик Обианг      | Гислен Ндонг         | Жоффруа Нгандамба  |
| 2013 | Эфрем Экобена        | Жоффруа Нгандамба    | Фредерик Обианг    |
| 2014 | Жоффруа Нгандамба    | Гленн Морван Муленги | Седрик Чута        |
| 2015 | Гленн Морван Муленги | Жоффруа Нгандамба    | Поль Жуниор Марога |
| 2016 | Гленн Морван Муленги | Жоффруа Нгандамба    | Эфрем Экобена      |

### Женщины. Групповая гонка.
| Год  | Победитель  | Второй          | Третий       |
| ---- | ----------- | --------------- | ------------ |
| 2010 | Вален Нанда | Оливия Камбисси | Приска Мпига |

### Женщины. Индивидуальная гонка.
| Год  | Победитель            | Второй      | Третий          |
| ---- | --------------------- | ----------- | --------------- |
| 2010 | Фине Азогуа Акенденге | Вален Нанда | Оливия Камбисси |